# تپه چیاکو ۲
تپه چیاکو ۲ مربوط به دوره ساسانیان است و در شهرستان کرمانشاه، بخش مرکزی، دهستان بالادربند، ۱۵۰ متری شمال غرب روستای گرگ چیا واقع شده و این اثر در تاریخ ۲۶ اسفند ۱۳۸۷ با شمارهٔ ثبت ۲۵۴۱۶ به‌عنوان یکی از آثار ملی ایران به ثبت رسیده است.